# Operacja An-Far
Operacja An-Far (hebr. מבצע אנ-פאר, Miwca An-Far; skrót od operacja anty-Faruk) – izraelska operacja wojskowa przeprowadzona podczas I wojny izraelsko-arabskiej w dniach między 9 a 15 lipca 1948 przeciwko egipskiej armii. Nazwa operacji została wzięta od egipskiego króla Faruka I. Celem operacji było przejęcie kontroli na podejściem od południa do Judei i zablokowanie egipskiej armii. Przy okazji podjęto próbę przywrócenia komunikacji z żydowskimi osiedlami na pustyni Negew. Izraelczycy ponieśli taktyczną porażkę i nie zdołali osiągnąć zamierzonych celów. Walki trwały do 15 lipca, po czym rozpoczęła się operacja Mawet la-polesz (16-18 lipca).

## Tło wydarzeń
W maju 1948 w Palestynie rozpoczęła się I wojna izraelsko-arabska, która była kontynuacją wojny domowej w Mandacie Palestyny (1947–1948). W przeciwieństwie do wojny domowej, była to typowa wojna o charakterze konwencjonalnym, w którym zaangażowało się szereg państw arabskich. Na froncie południowym, część pustyni Negew, pas wybrzeża i większą część Judei zajęły wojska egipskie, które starały się kontynuować swoje natarcie w stronę Tel Awiwu. Jednak operacja Filistia (29 maja-3 czerwca) zatrzymała Egipcjan i zmusiła ich do zmienienia kierunku natarcia na zachód. W okresie od 11 czerwca do 8 lipca 1948 w Palestynie obowiązywał pierwszy rozejm. Pomimo utrzymania linii frontu, sytuacja Izraelczyków na południu była trudna i niezwykle skomplikowana. Dowództwo izraelskiej armii skoncentrowało większość sił na froncie centralnym i północnym, pozostawiając na południu jedynie dwie brygady: Giwati i Negew. Brygada Giwati liczyła wówczas 2,7 tys. żołnierzy, a Brygada Negew posiadała jedynie 800 żołnierzy. Naprzeciwko siebie mieli rozproszone siły egipskie liczące około 5 tys. żołnierzy. Szefem Południowego Dowództwa był generał Jigal Allon, który bardzo dobrze zdawał sobie sprawę z trudności swego położenia. Długa linia frontu pomiędzy niewielkimi ufortyfikowanymi osiedlami żydowskimi była broniona przez niewystarczające siły. Drogi zaopatrzenia były zagrożone infiltracją przeciwnika i atakami arabskich milicji, które posiadały zaplecze w postaci arabskich wiosek i ich mieszkańców. Dodatkowo, w głębi pustyni Negew pozostało kilkanaście żydowskich osiedli, które od początku wojny były całkowicie pozbawione dostaw zaopatrzenia. Jigal Allon, zdając sobie sprawę z kruchości rozejmu, rozpoczął ze swoim sztabem przygotowywać plan działań na wypadek wznowienia walk.
W dniu 5 lipca 1948 w sztabie przedstawiono plan operacji An-Far. Zakładał on, że siły Brygady Giwati podejmą próbę przełamania egipskich linii i utworzą korytarz komunikacyjny z żydowskimi osiedlami izolowanymi na pustyni Negew. Natomiast siły Brygady Negew miały utrzymywać linie obronne oraz stanowić wsparcie. Dowództwo nad operacją objął dowódca Brygady Giwati, Szimon Awidan. Zakładano, że walki skoncentrują się w rejonie głównych węzłów komunikacyjnych położonych przy arabskich wioskach Irak Suwajdan i Al-Faludża. Zajęcie tych pozycji otworzyło by drogę do odciętych osiedli żydowskich i jednocześnie przerwało egipskie linie zaopatrzenia, umożliwiając w przyszłości kontynuowanie działań w celu wyparcia Egipcjan. Plan operacji przewidywał, że w pierwszym etapie batalion piechoty rozpocznie działania na zachodniej linii obronnej, znajdującej się o podnóża wzgórz Judei. Celem tych działań było odciągnięcie uwagi egipskiego dowództwa i jednocześnie zajęcie arabskich wiosek, wraz z wysiedleniem ich mieszkańców. W drugim etapie planowano przeprowadzenie głównego natarcia i utworzenie korytarza na południe Negewu. W dniu 7 lipca izraelscy żołnierze otrzymali rozkaz, aby z całej okolicy usunąć wszystkich arabskich mieszkańców i w ten sposób zabezpieczyć granice kraju przed infiltracją wroga.
Tymczasem Egipcjanie planowali powiększyć zajmowane przez siebie terytorium. W tym celu zamierzali w pierwszej kolejności zabezpieczyć własne linie zaopatrzeniowe, dla których niezwykle strategicznym miejscem było skrzyżowanie dróg przy wiosce Irak Suwajdan. W jego pobliżu znajdował się ufortyfikowany żydowski kibuc Negba, który bezskutecznie usiłowano zająć w pierwszej fazie wojny. Dlatego dla egipskiego dowództwo najważniejszym wydawało się poszerzenie korytarza komunikacyjnego biegnącego ze wschodu na zachód. Pogłębiło by to izolację żydowskiej enklawy na pustyni Negew, ułatwiając jej likwidację. Wojska egipskie były podzielone na siedem głównych zgrupowań: (1) w rejonie wioski Isdud i zdobytego kibucu Niccanim stacjonowała 2 Brygada Piechoty z jednostkami pancernymi i artylerią; (2) na wschód od nich stacjonowała 4 Brygada z jednostkami pancernymi, artylerią i ochotnikami arabskimi z Sudanu i Arabii Saudyjskiej; (3) w rejonie wiosek Irak Suwajdan i al-Faludża stacjonowały cztery bataliony piechoty z artylerią; (4) w rejonie Bajt Dżibrin, Hebronu i Betlejem stacjonował batalion piechoty i siły arabskich ochotników, (5) w rejonie Strefy Gazy stacjonowały trzy bataliony piechoty i ochotnicy z Arabii Saudyjskiej, którzy razem zabezpieczali linie komunikacyjne; (6) w rejonie Rafah stacjonowały rezerwowe trzy bataliony z artylerią, (7) w rejonie el-Arisz stacjonował odwodowy batalion piechoty z innymi jednostkami uzupełniającymi. Ogółem siły te liczyły 8600 żołnierzy i 2000 ochotników. Dysponowali oni niewielką liczbą sprawnych czołgów oraz pojazdów opancerzonych. Wsparcie zapewniały trzy baterie artylerii.
Zawieszenie broni zostało zerwane przez arabskich ochotników z Sudanu i Arabii Saudyjskiej, którzy na rozkaz egipskiego generała Nugiba, w nocy z 7 na 8 lipca 1948 ostrzelali pozycje żydowskie w rejonie kibucu Kefar Darom. Rankiem 8 lipca ochotnicy z zaskoczenia zajęli wioski Kaukaba i Hulajkat, oraz Wzgórze 113 położone na wschód od kibucu Negba. Dzięki wykorzystaniu arabskich ochotników, Egipcjanie uniknęli uznania ich jako winnych złamania warunków zawieszenia broni. Wobec wznowienia walk, izraelskie dowództwo podjęło decyzję o ewakuacji obrońców kibucu Kefar Darom. Przeprowadzono ją pod osłoną nocy z 8 na 9 lipca. Rankiem 9 lipca, po artyleryjskim ostrzale, egipska piechota zajęła opuszczoną osadę. Równocześnie dowództwo izraelskie wydało rozkaz do rozpoczęcia operacji An-Far.

## Przebieg operacji

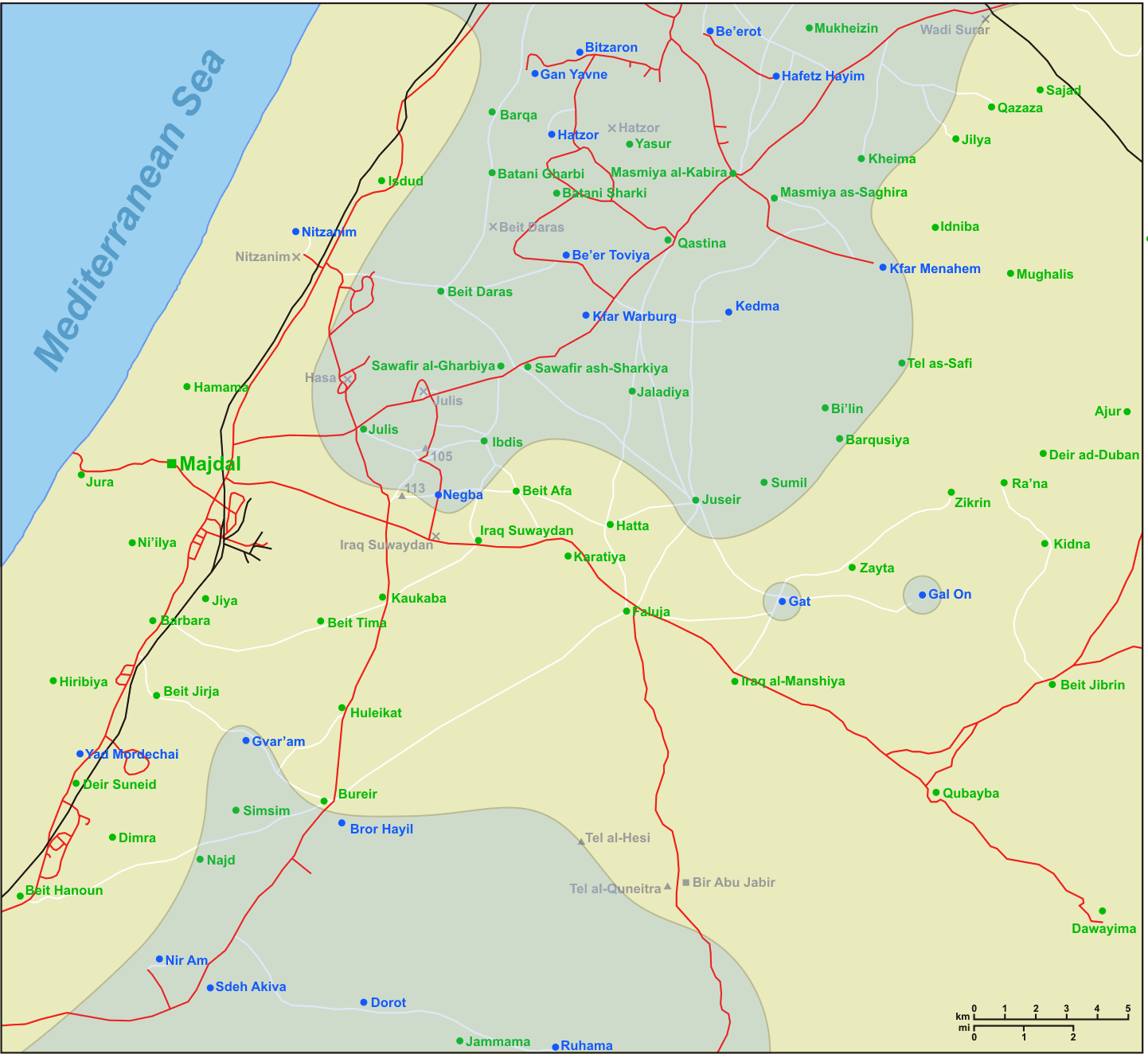
Rejon przeprowadzenia operacji An-Far

Operacja An-Far rozpoczęła się w nocy z 8 na 9 lipca 1948 od natarcia 54 Batalionu Brygady Giwati, z kibucu Kefar Menachem na pobliską arabską wioskę Tall as-Safi. Zajęcie tej stosunkowo niewielkiej wioski okazało się później największym sukcesem całej operacji, ponieważ wywołało masową ucieczkę ponad 10 tys. Arabów ze wszystkich okolicznych wiosek. Opuszczone zostały wioski położone na żydowskim terytorium, wzdłuż drogi z Kefar Menachem do Chacor: Al-Masmija as-Saghira, Al-Masmija al-Kabira i Kastina; na wschód i północ od Kefar Menachem: Mughallis, Idnibba, Dżilja, Kazaza i Sadżad; na południe od Kefar Menachem: Summil, Bil’in i Barkusja. Wioski te zostały zajęte przez Izraelczyków prawie bez walki. Był to duży taktyczny sukces, ponieważ dawał bezpośredni dostęp do odciętych wcześniej kibuców Galon i Gat. Równocześnie przesunęła się do przodu żydowska linia obrony, która umożliwiała prowadzenie operacji zaczepnych w rejonie arabskich wiosek Adżdżur i Bajt Dżibrin. Działania te zmusiły Egipcjan to przegrupowania sił i bronienia tego sektora.
Równocześnie, w nocy z 8 na 9 lipca, 52 Batalion Brygady Giwati wspierany przez siły z Brygady Negew przeprowadził atak na fort policji (fort Tegart) przy wiosce Irak Suwajdan. Izraelskim żołnierzom udało się nawet zburzyć część ogrodzenia fortu i zająć południową część wioski, jednak zostali zmuszeni do wycofania się. Natomiast kompania piechoty z 53 Batalionu przeprowadził błyskawiczny atak na wioskę Ibdis, w której zdobyto wiele egipskiego sprzętu wojskowego. Wykorzystując całą sytuację Izraelczycy zajęli jeszcze pobliską wioskę Al-Dżaladija. Pomimo to, Egipcjanie zdołali utrzymać ciągłość swojej linii obrony, która ciągnęła się od Wzgórza 113 na północy, aż do wiosek Kaukaba i Hulajkat na południu. Umożliwiło to przeprowadzenie kontrataku i odzyskanie 9 lipca położonej na wschód od kibucu Negba wioski Bajt Affa. Odniesiony sukces ośmielił egipskie dowództwo. Przez następnych pięć dni w rejonie tym trwały bardzo ciężkie walki, w których wykorzystywano artylerię, czołgi, pojazdy pancerne i samoloty. Linia frontu wielokrotnie przesuwała się, a okoliczne wzgórza przechodziły z rąk do rąk. Egipcjanie bezskutecznie atakowali także wioski Dżulis i Ibdis, a następnie skoncentrowali swoje wszystkie siły na kibucu Negba. W dniu 12 lipca przeprowadzili frontalny atak na kibuc (II bitwa o kibuc Negba). W kolejnych dniach bez powodzenia atakowali także kibuce Gal On i Gat.
14 lipca Izraelczycy ponownie przeszli do działań ofensywnych, i 54 Batalion zajął szereg opuszczonych arabskich wiosek na wschód od skrzyżowania Irak Suwajdan. Dowództwo uznało jednak, że siły tego batalionu są nie wystarczające do utrzymania zdobytych pozycji. Dlatego zdecydowano się na wycofanie do pozycji wyjściowych. Egipcjanie natychmiast wykorzystali to, i powrócili na utracone pozycje. Następnego dnia doszło do bitwy o kibuc Be’erot Jicchak.
Operacja An-Far trwała przez pięć dni i była jedną z najostrzejszych bitew wojny.

## Reakcje i następstwa
Izraelska operacja zakończyła się niepowodzeniem. Izraelczycy zdołali w pierwszej fazie operacji osiągnąć lokalne sukcesy, nie byli jednak w stanie przeprowadzić decydującego natarcia i zająć kluczowe węzły komunikacyjne. W rezultacie żydowskie osiedla na pustyni Negew pozostały w całkowitej izolacji, a izraelskie dowództwo zdecydowało się na przeprowadzenie kolejnej operacji wojskowej (operacja Mawet la-polesz).
Egipcjanie ponieśli ciężkie straty, zarówno w ludziach, jak i sprzęcie. Niektóre z oddziałów musiały być odbudowywane, a poniesione straty mocno ograniczyły ich zdolności taktyczne w dalszej części wojny. Niezamierzonym efektem, o którym Egipcjanie nic nie wiedzieli, było wstrzymanie przez izraelskie dowództwo realizacji drugiej fazy operacji Danny na froncie centralnym. Obawiano się, że Brygada Giwati nie zdoła utrzymać swoich pozycji i ulegnie pod naporem kolejnych egipskich kontrataków. Sytuacja wymagałaby wówczas przerzucenia posiłków na południe. Operację Danny wznowiono dopiero 14 lipca, co miało niewątpliwie wpływ na jej wynik.